# Литл-Майами
Литл-Майами (англ. Little Miami River) — река на юго-западе штата Огайо, США. Правый приток реки Огайо. Длина реки составляет 179 км; площадь бассейна — около 4550 км². Средний расход воды — 36 м³/с.
Река протекает через территорию пяти округов штата Огайо, а её бассейн простирается на территорию одиннадцати округов. Впадает в реку Огайо к востоку от Цинциннати, в пригороде Калифорния, на высоте 144 м над уровнем моря. Составляет часть границы между округами Гамильтон и Клермонт, а также между округами Гамильтон и Варрен. Основные притоки включают: Щуга-Крик, Ист-Форк, Норт-Форк, Тоддс-Форк, Дак-Крик, Цесар-Крик, Масси-Крик и Тёртл-Крик.